# Robert Jarvik
Robert Koffler Jarvik (11 de mayo de 1946-26 de mayo de 2025) fue un científico y médico estadounidense conocido por su trabajo en desarrollar el corazón artificial Jarvik-7.

## Biografía

### Vida personal
Jarvik nació en Midland, Míchigan, hijo del Dr. Norman Eugene Jarvik y Edythe Koffler, y creció en Stamford, Connecticut.
Es nieto de Murray Jarvik, un farmacólogo co-inventor del parche de nicotina.
Jarvik estudió en la Universidad de Syracuse. Obtuvo su título de máster en ingeniería médica en la Universidad de Nueva York. Luego comenzó a trabajar con el Dr. Willem Johan Kolff, un doctor e inventor nacido en Holanda, que trabajaba en la Universidad de Utah, quien fabricó la primera máquina de diálisis, y que trabajaba en el desarrollo de órganos artificiales, incluido el corazón. En 1976 Jarvik recibió su doctorado en medicina, en la Universidad de Utah. No realizó un internado ni residencia y nunca recibió una licencia para practicar la medicina.
Jarvik se ha casado dos veces. Tiene un hijo y una hija con su primera esposa, la escritora y periodista de Salt Lake City, Elaine Jarvik.  En 2011, ella y su hija escribieron la obra de teatro,  A Man Enters, inspirado en la relación ausente de Jarvik con sus hijos desde su divorcio. Jarvik se casó con la periodista Marilyn vos Savant, de la revista Parade. Viven en la ciudad de Nueva York.
Contrariamente a algunas fuentes, Jarvik no es miembro de La Iglesia de Jesucristo de los Santos de los Últimos Días.
Jarvik murió con la enfermedad de Parkinson en su casa de Manhattan, Nueva York, el 26 de mayo de 2025, a la edad de 79 años.

### Corazón artificial

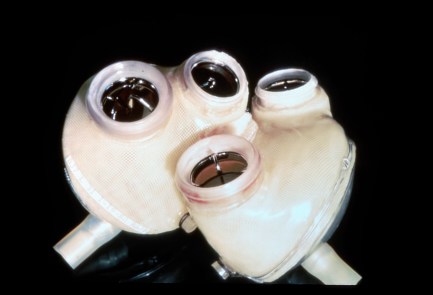
Corazón artificial Jarvik-7.

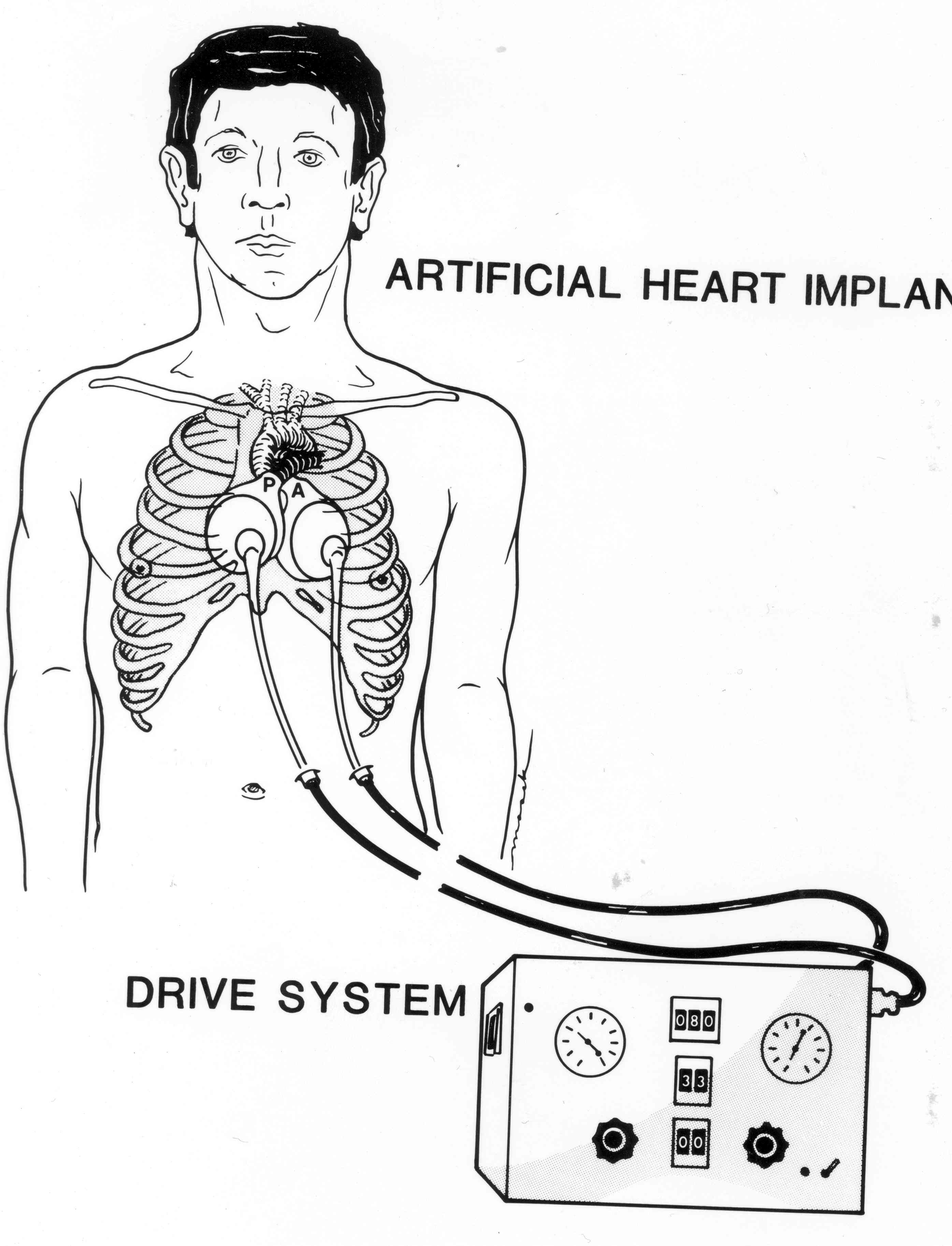
Jarvik-7.

El corazón que se conoció como el Jarvik-7 fue de hecho el producto final de la colaboración y contribución de numerosos investigadores que precedieron a Jarvik. Paul Winchell, ventrílocuo y actor que representó las voces de innumerables personajes de televisión inventó el corazón artificial original. Con la ayuda y consejos del Dr. Henry Heimlich, Winchell diseñó un corazón artificial y construyó un prototipo. Presentó una solicitud para una patente en 1956, la que se le otorgó en 1963. Winchell donó su patente a la institución y Jarvik, utilizando varios de los principios básicos desarrollados por Winchell, prosiguió el desarrollo, hasta culminar con el Jarvik-7. Parte de la investigación se desarrolló en la  Cleveland Clinic, que posteriormente pasaría a llamarse el Cleveland Clinic Lerner Research Institute, un nuevo organismo independiente del hospital, en el cual se producían elementos fundamentales de los órganos a implantarse.
Jarvik trabajó conjuntamente con Kolff en el corazón artificial Jarvik-7, una unidad autónoma. No se encontró una solución mejor para la transmisión transcutánea de energía que hacer un túnel quirúrgico de dos tubos neumáticos de 3 centímetros. El sistema de control era del tamaño de un carrito de supermercado. Por esta razón, un paciente con un Jarvik-7 tenía movilidad muy restringida, aunque otros problemas tales como embolias e infección eran controlados en forma adecuada. Los pacientes aún requerían de una medicación fuerte con antibióticos, así como otros medicamentos y tratamientos. Adicionalmente, Jarvik se destacó por una contribución clave para el corazón artificial, la cual consistía en el uso de membranas ultrafinas, apiladas para formar una superficie diafragmática, con un lubricante de grafito colocado de forma intercalada entre las membranas. Esto permitía aumentar la longevidad del material del diafragma, que actuaba para comprimir la bomba del corazón, lo cual era uno de los principales obstáculos en el desarrollo del dispositivo en ese entonces.
El Dr. William DeVries implantó por primera vez un Jarvik-7 al dentista jubilado Barney Clark, en la Universidad de Utah, el 2 de diciembre de 1982. En frecuentes ruedas de prensa, Jarvik y el Dr. William DeVries informaban sobre la evolución del paciente. Los siguientes implantes del corazón Jarvik 7 fueron patrocinadas por Humana Inc., una compañía de seguros. El segundo paciente, Bill Schroeder, sobrevivió 620 días.

### Compañías
Jarvik fundó Symbion, Inc. para fabricar su corazón artificial, pero perdió la compañía debido a su falta de habilidad empresarial; y el Dr. Don Olsen trató de rescatarla.  Jarvik fundó luego Jarvik Heart Inc., y trabajó para construir el Jarvik 2000, un dispositivo ventricular para uso de por vida.

### Jarvik 2000
El Jarvik 2000 fue desarrollado en las décadas de 1980 y 1990.  Cuando se descubrieron las limitaciones del Jarvik-7 como corazón artificial total (en inglés Total Artificial Heart, TAH), el Dr. Jarvik se centró en la creación de un dispositivo de asistencia ventricular (DAV). A diferencia del Jarvik-7, que estaba destinado a sustituir a todo el corazón, el Jarvik 2000 se diseñó para asistir la función del corazón, en lugar de sustituirlo por completo. Esta bomba, más pequeña y eficiente, se diseñó para trabajar en tándem con el propio corazón del paciente para ayudar a bombear sangre y aliviar la tensión del corazón dañado.
El Jarvik 2000 se presentó oficialmente a finales de la década de 1990. Supuso una mejora significativa con respecto a los modelos anteriores de DAV, ya que ofrecía más portabilidad, fiabilidad y funcionalidad. El dispositivo ha pasado por varias iteraciones para mejorar su durabilidad y eficacia.

#### Objetivo y funcionalidad
El objetivo principal del Jarvik 2000 es proporcionar asistencia circulatoria mecánica a pacientes con insuficiencia cardíaca grave. En concreto, se diseñó para:
- Asistir al ventrículo izquierdo: el Jarvik 2000 es un dispositivo de asistencia ventricular izquierda (DAVI), lo que significa que está destinado a asistir el lado izquierdo del corazón, que es el responsable de bombear la sangre oxigenada al resto del cuerpo. Ayuda a mejorar el flujo sanguíneo, reduce la carga de trabajo del corazón y garantiza que los órganos vitales reciban el oxígeno y los nutrientes adecuados.[20][21]

- Servir de puente hacia el trasplante de corazón: uno de los principales objetivos del Jarvik 2000 era servir de puente al trasplante de corazón. Los pacientes con insuficiencia cardíaca terminal podían utilizar el dispositivo para mantenerse vivos y estables hasta que se dispusiera de un donante de corazón adecuado.

- Servir de apoyo a largo plazo para pacientes no trasplantados: en algunos casos, el dispositivo también se ha utilizado en pacientes que no son candidatos a un trasplante de corazón pero que necesitan asistencia circulatoria a largo plazo. El Jarvik 2000 ha ayudado a los pacientes a vivir varios años después de la implantación, mejorando significativamente su calidad de vida.

- Minimizar las complicaciones: al mejorar el flujo sanguíneo y reducir el esfuerzo del corazón, el dispositivo también pretende reducir la probabilidad de complicaciones que suelen derivarse de la insuficiencia cardíaca avanzada, como ictus, daños en los órganos y acumulación de líquido.

#### Diseño y tecnología
- Compacto y ligero: Una de las principales características del Jarvik 2000 es su tamaño relativamente pequeño y su diseño ligero, especialmente en comparación con los dispositivos de asistencia cardiaca anteriores. Tiene el tamaño aproximado de un puño grande y se implanta dentro de la cavidad torácica, con una pequeña fuente de alimentación externa que lleva el paciente.[22]

- Flujo pulsátil frente a flujo continuo: El Jarvik 2000 original utilizaba un mecanismo de flujo continuo, diferente de las anteriores bombas pulsátiles utilizadas en el Jarvik-7. Este diseño de flujo continuo garantiza una circulación sanguínea más fluida, reduciendo el riesgo de coagulación de la sangre o hemólisis (destrucción de los glóbulos rojos). Utiliza una bomba rotativa para transportar la sangre del ventrículo izquierdo a la aorta, evitando así la acción de bombeo natural del corazón.[23]

- Línea de impulsión: Una línea de impulsión conecta la bomba interna a una consola externa, que suministra energía a la bomba y supervisa su funcionamiento. La línea de impulsión atraviesa la piel del tórax del paciente y a veces puede ser fuente de infecciones o complicaciones.

- Biocompatibilidad: Como ocurre con todos los implantes médicos, los materiales utilizados en el Jarvik 2000 se eligieron por su biocompatibilidad, lo que significa que no serían rechazados por el organismo y reducirían al mínimo el riesgo de infección o coagulación sanguínea.

### Fama y relación con los medios
El nombre de Jarvik estuvo en primera plana de los medios de comunicación desde 1982 a raíz del primer trasplante. 
En el 2006, Jarvik apareció en anuncios comerciales de televisión del medicamento Lipitor de Pfizer, para el tratamiento del colesterol elevado. Dos miembros del Congreso de los EE. UU., como parte de su campaña contra los patrocinios, iniciaron una investigación alegando que sus anuncios televisivos constituían consejos médicos dados sin licencia para ejercer la medicina. Más tarde, Jarvik admitió que no había tomado Lipitor. El 25 de febrero de 2008, la compañía anunció que interrumpía sus anuncios en donde aparecía Jarvik.